# Соловйовська сільська рада (Ясинуватський район)
| Соловйовська сільська рада — колишній орган місцевого самоврядування у Ясинуватському районі Донецької області з адміністративним центром у c. Соловйове. Сільській раді підпорядковані населені пункти: - c. Соловйове - с. Архангельське - с. Новобахмутівка - с. Новокалинове - с. Сокіл |

## Склад ради
Рада складається з 16 депутатів та голови.

## Керівний склад сільської ради
| ПІБ                           | Основні відомості                                                         | Дата обрання | Дата звільнення |
| ----------------------------- | ------------------------------------------------------------------------- | ------------ | --------------- |
| Купріянов Микола Григорович   | Сільський голова, 1953 року народження, освіта, член Партії регіонів      | 26.03.2006   | 25.07.2008      |
| Дереклєєв Володимир Антонович | Сільський голова, 1952 року народження, освіта, член Партії регіонів      | 30.11.2008   | 31.10.2010      |
| Дереклєєв Володимир Антонович | Сільський голова, 1952 року народження, освіта вища, член Партії регіонів | 31.10.2010   |                 |

Примітка: таблиця складена за даними джерела